# ROH World Tag Team Championship
ROH World Tag Team Championship est un titre de catch par équipe nord-américain utilisé par la fédération Ring of Honor. Les ceintures actuelles de ROH World Tag Team Championship ont été conçues et fabriquées par All Star Championship Belts. Ce titre a connu à ce jour 45 règnes pour 28 équipes championnes et a été vacant à 4 reprises.

## Histoire
Le ROH Tag Team Championship a été créé à Unscripted le 21 septembre 2002, ou la ROH a organisé un tournoi pour couronner les premiers champions. À cette époque, la ROH n'avait pas de ceinture pour représenter le titre, Christopher Daniels et Donovan Morgan, les vainqueurs du tournoi, ont été présentés avec un trophée.
Le titre est devenu le ROH World Tag Team Championship après que les champions Austin Aries et Roderick Strong aient battu Naruki Doi et Masato Yoshino le 9 juillet 2006 durant une tournée au Japon avec la Dragon Gate. Depuis, le titre a également été défendu en Angleterre.
En 2010 la ceinture de ROH World Tag Team Championship et la ceinture de ROH World Championship, ont été redesignées.

## Noms
| Noms                            | Années                        |
| ------------------------------- | ----------------------------- |
| ROH Tag Team Championship       | Septembre 2002 – Juillet 2006 |
| ROH World Tag Team Championship | Juillet 2006 – aujourd'hui    |

## Règnes

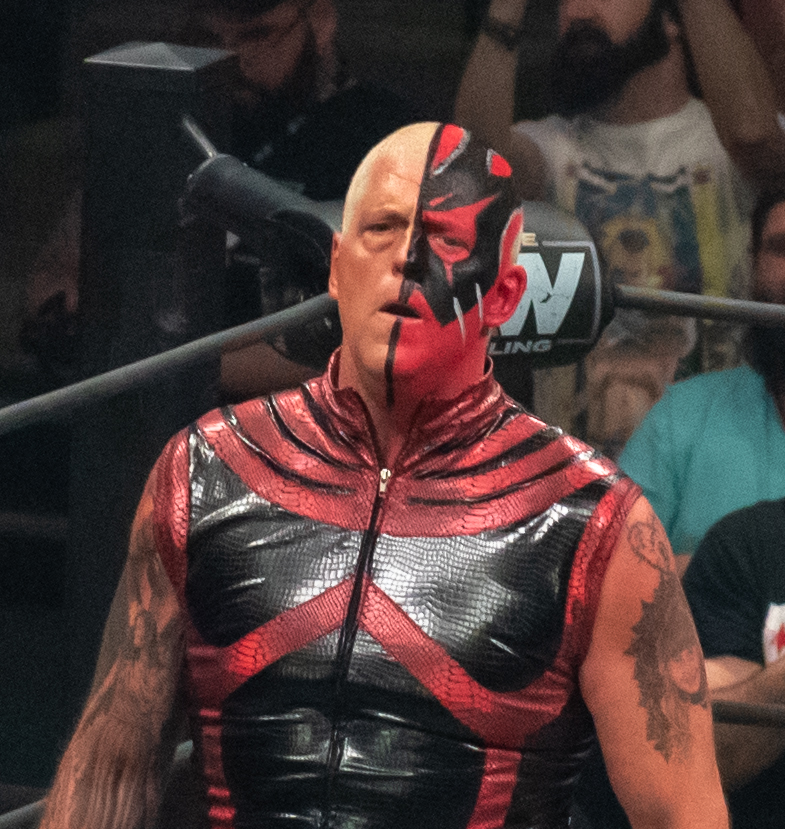
Dustin Rhodes, octobre 2019.

Les champions inauguraux furent Christopher Daniels et Donovan Morgan, qui ont battu Bryan Danielson et Michael Modest en finale du tournoi en septembre 2002. Les Kings of Wrestling (Chris Hero & Claudio Castagnoli) détiennent le record du plus long règne pour ces titres avec 363 jours consécutifs sans perdre leurs ceintures. Les Briscoe Brothers, quant à eux, possèdent le record du nombre de possessions pour ce titre avec 13 détentions. Les champions actuels sont The Briscoe Brothers (Jay Briscoe et Mark Briscoe) après avoir battu les champions en titres FTR (Cash Wheeler et Dax Hardwood) lors de Final Battle 2022.